# Interahamwe
Az Interahamwe (kinyarwanda nyelvű, jelentése „azok, akik együtt dolgoznak/harcolnak”) egy ruandai hutu félkatonai szervezet volt, amely milíciaként szerveződött, nem nyilvántartott tagsággal, egyenruha nélkül. A szervezet a hutu kormányzat támogatását élvezte a ruandai népirtás során. A tuszi győzelem után kiszorult az országból és tagjainak egy része Zairében keresett menedéket. Jelenleg terrorszervezetként működik a ruandai–kongói határ vidékén.

## Nevének eredete
Az Interahamwe név kétféleképpen fordítható: „azok, akik együtt dolgoznak” vagy „azok, akik együtt dolgoznak/harcolnak”. Az Interahamwe két szó található meg: az Intera a gutera igéből származik, aminek jelentése „dolgozni”. A hamwe jelentése „együtt” és kapcsolatban áll a rimwe szóval, aminek jelentése „egy”. A „dolgozni” szót a népirtás során a gyilkolásra buzdító rádióban szlengként használták a machete használatára és a gyilkolásra.

## Története
Szokatlan módon egy tuszi származású, Robert Kajuga volt Interahamwe vezetője, helyettese pedig Georges Rutaganda. A szervezetet az MRND-be tartozó fiatalok egy csoportja alapította meg és jelentős szerepe volt a tuszik ellen elkövetett 1994-es ruandai népirtásban. A népirtás során saját rádióadót, az RTLM-t működtették, ahol bemondták merre menekülnek a tuszik.
Miután a ruandai főváros, Kigali a Ruandai Hazafias Front (RHF) tuszi lázadóinak kezére került, sok civil és az Interahamwe tagjai a szomszédos országokba menekültek, főleg Zairébe és Tanzániába. Szudán is befogadta a menekülőket Juba városába és 1998 márciusában Tharcisse Renzaho ezredes, Kigali korábbi prefektusa és Ntiwiragabo ezredes, a Ruandai Elnöki Gárda parancsnoka is ide érkezett Nairobiból, hogy megszervezze őket. Szinte lehetetlen volt az Interahamwe tagjait bíróság elé állítani, mivel nem rendelkeztek egyenruhával vagy tisztázott tagsággal, leginkább csak a meggyilkolt tuszik szomszédai, barátai és munkatársai voltak. A ruandai polgárháború során a milicisták menekülttáborokba is betörtek és a mai napig nem lehet megállapítani ki ölt meg kit.
A konfliktus és a népirtás hatására milliók menekültek Zairébe, köztük az Interahamwe, az Elnöki Gárda és a kormányerők emberei is. Az ő üldözésükre küldött tuszi csapatok miatt tört ki az első kongói háború, ami Mobutu Sese Seko három évtizedes diktatúrájának bukását hozta. Az RHF vezetőjének, Kagaménak az országlása miatt a milicisták a mai napig rajtaütéseket hajtanak végre a határvidéken. 1999-ben milicisták megtámadtak és elraboltak 14 turistát az ugandai Bwindi Nemzeti Park területén, és közülük nyolcat megöltek.

## Büntetőeljárások
Az Interahamwe vezetői többsége ellen az Arushában található Ruandai Nemzetközi Törvényszék emelt vádat. A bíróság legalább 41 embert ítélt el, gyakran életfogytiglan börtönbüntetésre, köztük Jean Kambanda ideiglenes miniszterelnököt, Georges Rutagandát és Pauline Nyiramasuhukót. Az elmenekülteket más országokban fogták el és vonták eljárás alá, köztük Jean-Marie Vianney Mudahinyukát, a milícia egyik vezetőjét, akit az Amerikai Egyesült Államokban tartóztattak le és 2011 februárjában adták ki.

## Fordítás
Ez a szócikk részben vagy egészben  az   Interahamwe című angol Wikipédia-szócikk ezen változatának fordításán alapul.  Az eredeti cikk szerkesztőit annak laptörténete sorolja fel. Ez a jelzés csupán a megfogalmazás eredetét és a szerzői jogokat jelzi, nem szolgál a cikkben szereplő információk forrásmegjelöléseként.